# Аминь

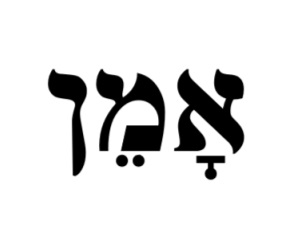
Амен (ивр.)

Ами́нь ([ɐˈmʲinʲ], через церк.-слав. ами́нь и бу́ди, др.-греч. ἀμήν, аме́н/ами́н, лат. Ámen, от др.-евр. אָמֵן‬, аме́н — «верно; да будет так»; араб. آمين‎, а́мин) в исламе, иудаизме, христианстве — обычно завершающая формула в молитвах и псалмах, призванная подтверждать истинность произнесённых слов. Одна из самых распространённых (особенно в богослужении западно-христианских конфессий) аккламаций. Слово является интернациональным.

## Историко-культурологический очерк

### В иудаизме
Рабби Ханина, мудрец эпохи Талмуда (Шаббат 119 б), отметил, что слово «амен» является акростихом фразы эль ме́лех нээма́н («Бог — верный Царь»), а значит, произносящий его удостоится доли в грядущем мире. В гимне «Эн кэлохену» также содержится акростих, образующий четырежды повторяемое слово «аминь».
В некоторой степени аналогом слова «амен» можно считать еврейское слово «сэ́ла» (סלה‬ — букв. «навечно»; встречается также русифицированный вариант «се́ла»), которое иногда используется в смысле «остановись и внимай» и служит для смысловой эмфазы между псалмами (ср. διάψαλμα, диа́псалма).

### В исламе
Мусульмане используют слово ʾĀmīn (آمين‎), когда совершают намаз и после произнесения первой суры Корана (аль-Фатиха) с тем же значением, что и в иудаизме и христианстве.

### На Руси и в России
Редко оно ставилось в конце древнерусских литературных произведений в греческом значении слова «да будет так», «истинно». Формула перешла в сферу народного быта и фольклора и часто употребляется в заговорах и заклинаниях. В. И. Даль отмечает, что «народ обратил аминь в существительное, разумея либо молитву, либо конец дела», и приводит многочисленные примеры употребления церковно-книжной формулы в народной речи: «Аминь, аминь, рассыпься, говорится нечистой силе. Аминь человека спасает. Аминем великие дела вершат».
От аминь в русских народных говорах образован глагол зааминить, который имеет значения:
1. «Завершить, закончить, порешить или укрепить».
2. «Уничтожить, заговорить болезнь», «защитить от нечистой силы», арх. и сиб. «зааминить чирьи и вереды» или «зааминить зрачки» (при болезни глаз), «зааминить чёрта»[9].

#### В топонимике
Став личным прозвищем исторического лица, слово закрепилось в топонимике Московии, перейдя в название села Аминьево, которое уже в XX веке перешло в название Аминьевского шоссе, а в XXI веке — в название крупного транспортного узла в Москве — платформы Аминьевская и расположенной рядом одноимённой станции метрополитена.

## Аминь на различных языках
| Язык                       | Текст           |
| -------------------------- | --------------- |
| Азербайджанский            | Amin            |
| Амхарский                  | አሜን (āmēni)     |
| Английский                 | Amen            |
| Арабский                   | آمِين (āmīn)     |
| Арамейский                 | 𐡀𐡌𐡉𐡍            |
| Армянский                  | ամեն (āmen)     |
| Ассирийский новоарамейский | ܐܵܡܹܝܢ            |
| Африкаанс                  | Amen            |
| Баскский                   | Amen            |
| Белорусский                | Амэн            |
| Бенгальский                | আমেন (āmēna)     |
| Бирманский                 | အာမင် (amīn)      |
| Венгерский                 | Ámen            |
| Волоф                      | Amiin           |
| Вьетнамский                | Amen            |
| Галисийский                | Amén            |
| Греческий                  | ἀμήν (amīn)     |
| Грузинский                 | ამინ (amin)     |
| Гуарани                    | Taupéicha       |
| Гуджарати                  | આમીન (āmīna)     |
| Датский                    | Amen            |
| Иврит                      | אמן (amén)      |
| Идиш                       | אמן (omein)     |
| Инуктитут                  | ᐋᒦᓐ (āmēn)      |
| Испанский                  | Amén            |
| Итальянский                | Amen            |
| Йоруба                     | Àmín            |
| Карибский                  | Nainen          |
| Каталанский                | Amén            |
| Кеке                       | Ongoma          |
| Китайский                  | 阿們 (āmen)     |
| Комба                      | Ibamɔn          |
| Корейский                  | 아멘 (amen)     |
| Кхмерский                  | អាម៉ែន (amen)      |
| Кыргызский                 | Омийин          |
| Кэрриер                    | 'Et ndoh honeh  |
| Ладакхский                 | ཨ༌མེན༌༎ (amēn)   |
| Латинский                  | Ámen            |
| Литовский                  | Amen            |
| Маори                      | Āmene           |
| Маку                       | Jããm hẽ kä      |
| Мальдивский                | އާމީން (āmīn)      |
| Немецкий                   | Amen            |
| Нидерландский              | Amen            |
| Норвежский                 | Amen            |
| Осетинский                 | Оммен           |
| Польский                   | Amen            |
| Португальский              | Amém            |
| Румынский                  | Amin            |
| Русский                    | Аминь           |
| Сапотекский                | Amén            |
| Сербский                   | Амин            |
| Сефардский                 | אמן (amén)      |
| Сирийский                  | ܐܰܡܺܝܢ (ʾamīn)    |
| Тайский                    | อาเมน (āmen)    |
| Тамильский                 | ஆமென் (Āmeṉ)      |
| Тибетский                  | ཨ༌མེན༌༎ (amēn)   |
| Тонганский                 | ‘Ēmeni          |
| Турецкий                   | Âmin            |
| Туркменский                | Omin            |
| Украинский                 | Амінь           |
| Филиппинский               | Siya nawa       |
| Финский                    | Aamen           |
| Французский                | Amen            |
| Хинди                      | आमीन् (tathaastu) |
| Шведский                   | Amen            |
| Эсперанто                  | Amen            |
| Японский                   | アーメン (āmen) |

## См.также
- Аминь в словаре масонских терминов